# Odontocymbiola americana
Odontocymbiola americana (nomeada, em inglês, American volute ou bat volute) é uma espécie de molusco gastrópode marinho pertencente à família Volutidae. Foi classificada por Lovell Augustus Reeve em 1856, como Voluta americana (no gênero Voluta), no texto "Description of three new volutes from the collections of the Hon. Mrs. Cathcart and Mr. Cuming"; publicado no Proceedings of the Zoological Society of London. 24: 2-3, pl. 33. Sua distribuição geográfica abrange o oeste do oceano Atlântico, endêmica do sul da região nordeste à região sul do Brasil, entre a Bahia e o Rio Grande do Sul. Esta espécie de caramujo atinge até os 5 ou 7.5 centímetros de comprimento.

A espécie O. americana tem como habitat as águas subtropicais do sul da região nordeste à região sul do Brasil, entre a Bahia e o Rio Grande do Sul.

## Descrição da concha e hábitos
Concha robusta, com 6 voltas espirais levemente convexas, moderadamente alta, de protoconcha arredondada. Sua superfície apresenta coloração creme-amarelada a acinzentada, ou laranja-amarronzada, com diversos desenhos em zigue-zague; dotada de superfície lisa e esculturas de crescimento visíveis, em protuberâncias fortes e destacadas, em suas 3 voltas finais; com abertura longa e moderadamente larga, quando vista por baixo, possuindo um lábio externo levemente espessado e columela curva, com 4 a 5 pregas oblíquas. Canal sifonal curto e afunilado.
É encontrada em costas arenosas ou lamacentas, entre os 15 até 45 metros de profundidade (Rios cita entre 35 a 110 metros).

## Subespécies
Quatro subespécies são registradas para esta espécie:
- Odontocymbiola americana americana (Reeve, 1856)
- Odontocymbiola americana cleryana (Petit de la Saussaye, 1856)
- Odontocymbiola americana macaensis Calvo & Coltro, 1997
- Odontocymbiola americana saotomensis Calvo & Coltro, 1997[1]